# Paul Konchesky
Paul Martyn Konchesky (Barking, Gran Londres, Inglaterra, 15 de mayo de 1981) es un  exfutbolista  inglés, de ascendencia polaca. Jugaba de defensa, mediocampista y delantero. Su primer equipo fue Charlton Athletic. 

## Selección nacional
Ha sido internacional con la Selección de fútbol de Inglaterra 20 veces, marcando un total de 12 goles.

## Clubes
| Club                         | País       | Año        |
| ---------------------------- | ---------- | ---------- |
| Charlton Athletic            | Inglaterra | 1999-2003  |
| Tottenham Hotspur            | Inglaterra | 2003       |
| Arsenal FC                   | Inglaterra | 2003-2005  |
| West Ham United              | Inglaterra | 2005- 2007 |
| Fulham Football Club         | Inglaterra | 2007-2010  |
| Liverpool FC                 | Inglaterra | 2010-2011  |
| Leicester City Football Club | Inglaterra | 2011-2016  |
| Queens Park Rangers (Cesión) | Inglaterra | 2015-2016  |
| Gillingham                   | Inglaterra | 2016-2017  |